# Ндао, Алассан
Алассан Ндао (фр. Alassane Ndao; род. 20 декабря 1996, Дакар) — сенегальский футболист, вингер клуба «Коньяспор» и сборной Сенегала.

## Клубная карьера
Ндао начал карьеру в клубе «Дакар Сакре-Кур». В 2020 году игрок подписал контракт с турецким «Фатих Карагюмрюк». 19 января в матче против «Бурсаспора» он дебютировал в Первой лиге Турции. В этом же поединке Алассан забил свой первый гол за «Фатих Карагюмрюк». По итогам сезона игрок помог клубу выйти в элиту. В матче против «Ени Малатьяспор» он дебютировал в турецкой Суперлиге. Летом 2021 года Ндао перешёл в саудовский «Аль-Ахли». В матче против «Аль-Хазма» он дебютировал в чемпионате Саудовской Аравии. 25 августа в поединке против «Дамака» Алассан забил свой первый гол за «Аль-Ахли».
В начале 2022 года Ндао вернулся в Турцию на правах аренды став игроком «Антальяспора». 6 февраля в матче против «Бешикташа» он дебютировал за новую команду. 30 апреля в поединке против Трабзонспора Алассан забил свой первый гол за Антальяспор.
Летом 2023 года Ндао подписал контракт с Истанбулспором. 12 августа в матче против Коньяспора он дебютировал за новый клуб. 4 ноября в поединке против «Пендикспора» Алассан забил свой первый гол за «Истанбулспор». В начале 2024 года Ндао перешёл в «Коньяспор». 28 января в матче против «Истанбул Башакшехир» он дебютировал за новую команду. 15 марта в поединке против своего бывшего клуба «Фатих Карагюмрюк» Алассан забил свой первый гол за «Коньяспор».

## Международная карьера
22 июля 2017 года в отборочном матче чемпионата африканских наций 2018 против сборной Сьерра-Леоне Ндао дебютировал за сборную Сенегала. В этом же поединке Алассан забил свой первый гол за национальную команду.

### Голы за сборную Сенегала
| #   | Дата         | Место                     | Противник    | Счет | Результат | Соревнование                                  |
| --- | ------------ | ------------------------- | ------------ | ---- | --------- | --------------------------------------------- |
| 01. | 22 июля 2017 | Аль-Джиго, Дакар, Сенегал | Сьерра-Леоне | 2:1  | 3:1       | Чемпионат африканских наций 2018 квалификация |